# Манинка
Манинка́ — название нескольких близкородственных языков и диалектов группы манден, относящейся к семье манде нигеро-конголезских языков. Является родным языком для народа манинка (малинке) и имеет 3 300 000 носителей в Гвинее и Мали, где имеет статус «национального языка», а также в Либерии, Сенегале, Сьерра-Леоне и Кот-д’Ивуаре, в которых не имеет официального статуса.
По грамматическому строю язык агглютинативный. Выделяется несколько диалектов, однако различия между ними строго не определены.
- манинка-мори, изначально диалект области г. Канкан — 1 890 000 носителей в Гвинее и 200 000 в Либерии и Сьерра-Леоне, является основой для быстро развивающегося литературного языка манинка
- конья (коньянка) — 128 000 носителей в Гвинее
- манья (маньяка) — в Лесной Гвинее и на севере Либерии
- санкаран (манинка Фарана) — в Гвинее, в районе г. Фарана
- маника области Манден — северо-восток Гвинеи и прилегающая область Мали, к западу и юго-западу от Бамако
- манинка Киты — район города Кита в Мали
- северо-западный манинка — восточный Сенегал и прилегающие районы Мали

В последние десятилетия приобрела популярность псевдонаучнаягипотеза о близком родстве языков манден (в том числе манинка) и майя.